# Gregory Widen
Gregory C. Widen (Contea di Los Angeles, 30 novembre 1958) è uno sceneggiatore e regista statunitense.

## Biografia
Si è diplomato alla UCLA Film School poco prima della realizzazione e vendita della sceneggiatura di Highlander nel 1986.
Widen lavorò per tre anni come pompiere. Fu testimone della morte di un suo collega a causa di un'esplosione, questo episodio venne usato come base per la stesura della sceneggiatura del film Fuoco assassino.

## Filmografia

### Regista
- L'ultima profezia (The Prophecy, 1995)
- I racconti della cripta (Tales from the Crypt) – serie TV, episodio 5x12 (1993)

### Sceneggiatore

#### Cinema
- Highlander - L'ultimo immortale (Highlander, 1986)
- Fuoco assassino (Backdraft, 1991)
- Highlander II - Il ritorno (Highlander II - The Quickening, 1991)
- L'ultima profezia (The Prophecy, 1995)
- OtherLife (2017)

#### Televisione
- Weekend War (film TV, 1988)
- I racconti della cripta (Tales from the Crypt) – serie TV, episodio 5x12 (1993)
- Space Rangers – serie TV, episodio 1x03 (1993)
- Rescue 77 – serie TV (1999)
- Green Sails (film TV, 2000)

- Fuoco assassino 2 (Backdraft 2), regia di Gonzalo López-Gallego (2019)